# معقول بالذات
معقول بالذات، امری است که مورد ادراک عقلی، قرار گرفته و موجود به وجودِ عقلی است، و وجودی غیر از این ندارد.